# Waterloomedaille (Verenigd Koninkrijk)

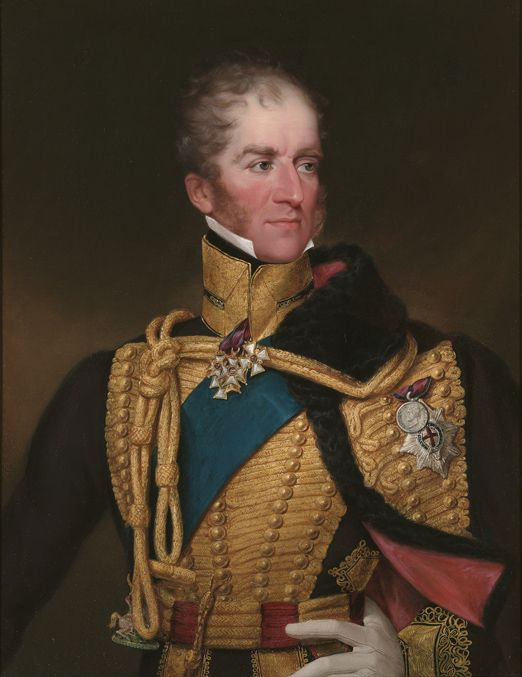
De Markies van Angelsey met de medaille

De Waterloomedaille was een medaille van het Verenigd Koninkrijk. Deze onderscheiding werd in 1816-1817 uitgereikt aan de overlevenden en de nabestaanden van de Britse soldaten en officieren die vochten in de Slag bij Waterloo op 18 juni 1815 , Slag bij Ligny op 16 juni 1815 en Slag bij Quatre Bras op 16 juni 1815, alle iets ten zuiden van Brussel. Het was de eerste Britse medaille die aan alle deelnemende soldaten in een veldslag werd uitgereikt.
De ronde zilveren medaille was 37 millimeter in diameter en droeg aan de voorzijde het portret van de prins van Wales, de latere George IV die als regent voor zijn vader optrad binnen het rondschrift 'GEORGE P. REGENT'. Op de keerzijde was Victoria, symbool van de overwinning zittend afgebeeld met daaronder 'WELLINGTON' en 'WATERLOO' en de datum waarop die veldslag plaatsvond 'JUNE 15 1815'. Het ontwerp was van Thomas Wyon.
Het lint was, net als dat van de eerdere Gouden Legermedaille voor de hogere officieren in de oorlog in Spanje en Portugal purperrood met een blauwe bies. Er werden geen gespen op het lint gedragen.
De ring tussen de zilveren medaille en het lint was van ijzer. Deze ring werd later vaak vervangen. De voorschriften voor het dragen van onderscheidingen waren nog niet streng en ze waren nog niet precies geformuleerd. Veteranen die de dienst hadden verlaten droegen de medaille min of meer naar eigen inzicht. Er zijn bevestigingen met ballen, met klemmen, met zware rechthoekige beugels en met dunne beugels met rondingen bekend. Er werden 39000 medailles uitgereikt.
De in 1816 ingestelde medaille werd uitgereikt aan iedere soldaat die bij één of meer van deze gevechten aanwezig was geweest. Zij kregen ook twee extra dienstjaren toegekend.
De medaille was de eerste Britse onderscheiding die aan alle militairen die aan een gevecht of campagne hadden deelgenomen werd uitgereikt. In de 18e eeuw werden alleen de bevelhebbers gedecoreerd. In de Britse veldtocht in Spanje waren er kruisen en gouden medailles voor de generaal en de hogere officieren. De Waterloomedaille was de eerste van een lange reeks Britse herinneringsmedailles en campagnemedailles. In 1848 liet de Britse regering alsnog een medaille slaan waarmee de veteranen van eerdere campagnes tijdens de revolutieoorlogen en napoleontische oorlogen werden geëerd, aan deze Military General Service Medal waren gespen verbonden voor tal van gevechten, maar niet de slag bij Waterloo, de Slag bij Ligny of de Slag bij Quatre Bras waarvoor immers een medaille was uitgereikt.
De naam van de decorandus werd bij de Waterloomedaille op de rand, tussen twee sterren, aangebracht.

## Waterloomedailles van andere landen
Frankrijk heeft geen medaille ingesteld voor de Franse veteranen. Na de dood van Napoleon werd door Napoleon III in 1857 een bronzen Sint-Helenamedaille geslagen voor alle overlevenden van zijn oorlogen.
Nederland kwam pas in 1863 met een klein Waterlookruis voor de weinige nog in leven zijnde veteranen van de veldtochten en gevechten van 1813 tot 1815.
- Waterloomedaille (Brunswijk)
- Waterloomedaille (Nassau)
- Waterloomedaille (Saksen-Coburg-Saalveld)
- Waterloomedaille (Hannover)